# 6649 Yokotatakao
A 6649 Yokotatakao (ideiglenes jelöléssel 1991 RN) a Naprendszer kisbolygóövében található aszteroida. Natori Akira és Urata Takesi fedezte fel 1991. szeptember 5-én.